# Cryptops tahitianus
Cryptops tahitianus är en mångfotingart som beskrevs av Chamberlin 1920. Cryptops tahitianus ingår i släktet Cryptops och familjen Cryptopidae. Inga underarter finns listade i Catalogue of Life.